# Format ISO/UDF
 (signalé en juin 2025).
Si vous disposez d'ouvrages ou d'articles de référence ou si vous connaissez des sites web de qualité traitant du thème abordé ici, merci de compléter l'article en donnant les références utiles à sa vérifiabilité et en les liant à la section « Notes et références ».
- Archive Wikiwix
- Bing
- Cairn
- DuckDuckGo
- E. Universalis
- Gallica
- Google
- G. Books
- G. News
- G. Scholar
- Persée
- Qwant
- (zh) Baidu
- (ru) Yandex
- (wd) trouver des œuvres sur Wikidata

Le format UDF/ISO est un format hybride qui fonctionne comme UDF, mais qui est compatible avec
le format ISO 9660.

## Utilisation
Il a été développé du fait qu’UDF n’était pas supporté par Windows avant la version 98. Windows 95 OSR2 supporte UDF Bridge.
Les disques DVD-ROM utilisent le format UDF Bridge. La spécification d’UDF Bridge n’inclut pas de façon explicite les extensions Joliet, nécessaires pour les noms de fichiers longs. Windows 98 et les systèmes d’exploitations plus récents de Microsoft n’ont aucun problème pour lire l’UDF ou les noms de fichiers longs. Il en est de même pour les systèmes à base d'Unix tel Mac OS X et Linux.